# Quiet Nights
Quiet Nights je studiové album amerického jazzového trumpetisty Milese Davise, jeho čtvrtá spolupráce s aranžérem Gilem Evansem. Album vyšlo v březnu 1964 u vydavatelství Columbia Records a jeho producentem byl Teo Macero.

## Seznam skladen
| Pořadí         | Název                            | Autor                                                     | Délka |
| -------------- | -------------------------------- | --------------------------------------------------------- | ----- |
| 1.             | Song No. 2 (a.k.a. Prenda Minha) | brazilský tradicionál                                     | 1:40  |
| 2.             | Once Upon a Summertime           | Johnny Mercer, Michel Legrand, Eddie Barclay, Eddy Marnay | 3:27  |
| 3.             | Aos Pes Da Cruz                  | Marino Pinto, José Goncalves                              | 4:18  |
| 4.             | Song No. 1                       | Gil Evans, Miles Davis                                    | 4:37  |
| 5.             | Wait Till You See Her            | Richard Rodgers, Lorenz Hart                              | 4:06  |
| 6.             | Corcovado                        | Antonio Carlos Jobim                                      | 2:45  |
| 7.             | Summer Night                     | Harry Warren, Al Dubin                                    | 6:04  |
| Celková délka: | Celková délka:                   | Celková délka:                                            | 26:57 |

## Obsazení
- Miles Davis – trubka
- Gil Evans – aranžmá, dirigent
- Shorty Baker – trubka
- Bernie Glow – trubka
- Louis Mucci – trubka
- Ernie Royal – trubka
- J. J. Johnson – pozoun
- Frank Rehak – pozoun
- Ray Alonge – francouzský roh
- Don Corrado – francouzský roh
- Julius Watkins – francouzský roh
- Bill Barber – tuba
- Steve Lacy – sopránsaxofon
- Albert Block – flétna
- Ray Beckenstein – dřevěné nástroje
- Jerome Richardson – dřevěné nástroje
- Garvin Bushell – fagot
- Bob Tricarico – fagot
- Janet Putnam – harfa
- Victor Feldman – klavír
- Paul Chambers – kontrabas
- Ron Carter – kontrabas
- Jimmy Cobb – bicí
- Frank Butler – bicí
- Willie Bobo – bonga
- Elvin Jones – perkuse